# Buota (ö i Kiribati)
Buota är en ö i Kiribati.   Den ligger i örådet Tarawa och ögruppen Gilbertöarna, i den östra delen av landet, 18 km öster om huvudstaden Tarawa.